# 臨時祭
臨時祭（りんじさい）とは、特別な目的をもって実施される神社の祭祀。

## 概要
大きく分けると2種類存在する。
1つは、『延喜式』に規定された「恒例祭」以外の臨時の祭りを指す。遷宮、天皇の即位や行幸、国家的危機の時などに実施されるものを指す。
もう1つは、平安時代中期以後に登場した天皇の発願に由来して、朝廷における年中行事として定着した有力神社の祭祀を指す。恒例祭が勅使の派遣によって臨時祭化した平野臨時祭以外は、各神社においては恒例祭とは別に新たに始められた祭祀である。889年（寛平元年）に宇多天皇の御願で開始され、899年（昌泰2年）に恒例化された賀茂神社の臨時祭（11月下酉日）、942年（天慶5年）に朱雀天皇の御願で開始され、971年（天禄2年）に恒例化された石清水八幡宮の臨時祭（3月中午日）、985年（寛和元年）に花山天皇の御願で開始された平野神社の臨時祭（4月・11月の両上申日）、1124年（天治元年）に崇徳天皇の御願で開始された祇園神社の臨時祭（祇園祭翌日）などがある。これらの祭りには麹塵袍を着用した天皇によって毎年勅使が派遣されて祭幣・歌舞・走馬などが奉納され、天皇の宝祚と皇統の長久が祈願された。多くは室町時代に中絶した。
幕末にかけて、光格天皇により賀茂神社、石清水八幡宮の臨時祭が復興されたが、1870年（明治3年）に廃止が命じられた。